# Pedro Ignacio de Barrutia
Pedro Ignacio de Barrutia Basagoitia (Aramayona, Álava, 3 de julio de 1682-Mondragón, Guipúzcoa, 1759) fue un escritor en lengua vasca y dramaturgo español. Fue el autor de la primera obra de teatro en euskera de la que se tiene constancia en Hegoalde, Acto para la Nochebuena, publicada en 1897 por Resurrección María de Azkue.

## Biografía
Nació en la localidad alavesa de Aramayona, hijo de Pedro Alonso de Barrutia y Salinas y Katharina Basagoitia Olabide.. Residió en mayor parte en la localidad de Mondragón. Mientras que su padre procedía de una familia de clase alta de Mondragón, su madre pertenecía a una de campesinos. Ambos fallecieron jóvenes, de modo que Pedro Ignacio recibió en herencia la riqueza de su padre.
En 1710, se postuló para ejercer de escriba del ayuntamiento de Mondragón, cargo que le fue concedido y ocupó hasta 1753. Fue en esa localidad en la que escribió Acto para la Nochebuena, considerada la obra de teatro escrita en euskera en Hegoalde más antigua que se conserva. En esta obra conjuga el nacimiento de Jesús con el estilo de vida de Mondragón.